# Ханџија
Ханџија је мајстор занатлија који се старао о раду хана. Дочекивао би путнике и госте на улазу у хан и испуњавао све њихове жеље. Такође је одржавао чистоћу објекта и свих соба у којима су боравили гости.

## О занату
Ханџија је био одговоран за све што се ради у хану. Дочекивао је госте  и испуњавао све њихове прохтеве. Чистио им је чибуке и старао се о њиховим коњима. Дочекивао је читаве караване, а бавио се и разменом новца. 
Ханџија је слушао вести из различитих земаља одакле су били путници. Доносио је свежу воду за госте и појио коње. Чистио је двориште и штале где су се смештали коњи.. Пекао је каву у посебној просторији која је била украшена џезвама за припрему кафе. Такоже је шистио и мале собе у којима су одседали гости.

### О хану
Хан је грађевински објекат из периода Османског царства који је служио за преноћиште путника и њихових каравана. Ханови су били зграде са шталом за коње, просторијом за путнике и просторијом за ханџију.